# Rote Erde (Fernsehserie)
Rote Erde ist eine deutsche Fernsehfilm-Reihe in 13 Teilen (Spieldauer insgesamt ca. 15 Stunden), die 1983 (Erste Staffel: Rote Erde, 9 Teile) und 1989 (Zweite Staffel: Rote Erde II, 4 Teile) unter der Regie von Klaus Emmerich entstanden ist. Die Kamera führten Joseph Vilsmaier und Theo Bierkens. Die Titelmusik komponierte Irmin Schmidt.
Gegenstand der Reihe ist die Geschichte einer fiktiven Bergarbeiterfamilie im Ruhrgebiet über einen Zeitraum von etwa 70 Jahren zwischen dem Ende des 19. und der Mitte des 20. Jahrhunderts, vor dem Hintergrund der Geschichte des Deutschen Reiches vom Kaiserreich über die Weimarer Republik bis zum Ende der NS-Diktatur.
Gedreht wurde in den Studios der Bavaria Film.
1984 erhielten Peter Stripp und Klaus Emmerich bei der Verleihung des Adolf-Grimme-Preises eine ehrende Anerkennung für die Serie.

## Inhalt

### Rote Erde
Der Bauer Bruno Kruska kommt, von Werbern angelockt, mit 17 Jahren aus Pommern ins Ruhrgebiet, um dort als Bergmann auf der Zeche Siegfried zu arbeiten. Zunächst als Schlepper, später als Hauer, findet Bruno die erhoffte Arbeit und wird Zeuge der sich um die Zeche Siegfried entwickelnden Geschehnisse vor der Jahrhundertwende. Er heiratet Pauline, die Tochter des Bergmanns Friedrich Bötzkes. Dessen Sohn Karl entwickelt sich in der Kaiserzeit zum Sozialdemokraten, überwirft sich mit seinem Vater und verlässt die Familie. Er wird Gewerkschaftsfunktionär und schließlich Reichstagsabgeordneter. Bruno steht den Aktivitäten der Sozialdemokraten kritisch gegenüber und lässt sich nicht vereinnahmen. Er wird zum Ersten Weltkrieg eingezogen, aber als für den Bergbau nicht entbehrlich wieder von der Front zurückgerufen.
Brunos Frau Pauline sympathisiert während des Krieges sowohl mit den Sozialdemokraten als auch den Spartakisten, was Bruno nicht wirklich unterstützt, aber auch nicht ablehnt. Am Ende dieses ersten Teils der Saga dankt der Kaiser ab, und die Bergleute, unter ihnen Bruno und sein Freund, der Bergmann Otto Schablowski, besetzen die Zeche und fordern deren Verstaatlichung. Dass sie sich damit nicht durchsetzen konnten, wird in der filmischen Darstellung nur angedeutet.

### Rote Erde II
Max Kruska, Sohn von Bruno Kruska, erlebt die Depression und – auch eigene – Arbeitslosigkeit nach dem Ersten Weltkrieg. Die Zeche Siegfried ist von Franzosen besetzt und die Kohleförderung dient vornehmlich der Reparation. Max ist angetan von den Versprechungen der Nationalsozialisten und Adolf Hitlers und tritt in die NSDAP ein. Auf der Zeche, an der Max wieder anlegen konnte, hält der Fortschritt Einzug. Aber Max kommen Zweifel am nationalsozialistischen Deutschland; als sein Onkel Karl und sein Schwager Richard inhaftiert werden, wendet er sich von der vormals mitgetragenen Politik ab. Er unterstützt fortan die ihm unter Tage unterstehenden Zwangsarbeiter und hofft, dass der Krieg baldmöglichst ende. Doch die Ermordung eines jungen russischen Zwangsarbeiters auf der Zeche, die Max mit angesehen hat, verstärkt seinen Zorn gegenüber dem Regime nochmals. Schließlich verhindert Max gemeinsam mit seinem inzwischen aus der Haft entlassenen Schwager Richard, dass am Ende des Krieges die Zeche Siegfried von der Wehrmacht zerstört wird.
Die Erzählung endet damit, dass die Zeche einige Jahre später aus wirtschaftlichen Gründen geschlossen und der Förderturm gesprengt wird.

## Personen

### Bruno Kruska
Bruno Kruska (Claude-Oliver Rudolph) kommt zu Beginn der Serie als 17-jähriger Sohn pommerscher Bauern ins Ruhrgebiet und beginnt zuerst über Tage, später auch unter Tage in der Zeche Siegfried zu arbeiten. Er freundet sich schnell mit Otto Schablowski und der Familie Boetzkes an. Zunächst kommt er in einem Gemeinschaftsschlafsaal der Bergleute unter, zieht später als Schlafbursche bei Erna Stanek ein und wohnt nach seiner Militärzeit mit seiner neuen Familie zusammen. Bereits in einer seiner ersten Schichten unter Tage werden er und Friedrich Boetzkes im Flöz vom herabstürzenden Bruch eingeschlossen; beide können jedoch nach stundenlanger Arbeit wohlbehalten gerettet werden. Obwohl er ebenfalls eine Verbesserung der Arbeitsbedingungen fordert, unterstützt er die Streiks der anderen Kumpel eher widerwillig. Er sieht in einem gemeinsamen Interessenverband aller Zechenarbeiter im Revier (Gewerkschaft) ein leichtes Ziel für die Unternehmerverbände, weshalb sich die Arbeiterschaft seiner Meinung nach lediglich im eigenen Betrieb organisieren sollte. Als sein Freund Herbert Boetzkes während des Streiks vom Steiger Bärwald erschossen wird, nutzt Bruno die nächste Gelegenheit, den Steiger in den Blindschacht zu stürzen und ihn so zu töten. Nach seiner Militärzeit heiratet er Pauline Botzkes. Dies sorgt zunächst für einige Probleme, da er selbst evangelisch ist, Pauline hingegen katholisch. Keiner der beiden will konvertieren, wodurch eine kirchliche Trauung nicht möglich ist, was wiederum den strenggläubigen Friedrich dazu veranlasst, seine Tochter kurzzeitig zu verstoßen. Kurz vor der Jahrhundertwende kommt ihr Sohn Max auf die Welt, während Bruno durch den Grubenbrand lange Zeit vermisst wird. Zwischen den Folgen „Die Grube brennt“ und „Die Kandidaten“ wird zudem die Tochter Franziska geboren. Später besucht er die Bergschule, um selbst Steiger zu werden. Da zur selben Zeit sein Schwager Karl gegen den Grubeneigner Rewandowski um ein Mandat im Reichstag kämpft, und Bruno unterstellt wird, seinen Posten als gewählter Vertrauensmann für Wahlzwecke zu missbrauchen (tatsächlich tut er nichts Derartiges, sondern stellt sich lediglich schützend vor Pauline, die auf dem Zechengelände unerlaubter Weise Flugblätter verteilte), darf er seine Ausbildung nicht fortsetzen. Bruno entrinnt 1912 zum dritten Mal nur knapp dem Tod, als er mit einem Presslufthammer beim Kohlehauen eine Gasblase trifft und auf Grund der schlechten Wetterführung ohnmächtig wird. Zusammen mit seinem Schlepper Rudi kann er jedoch gerettet werden. Den Ersten Weltkrieg übersteht er ohne Folgen und wird als erfahrener Bergmann zurück zur Zeche gerufen, da es dort an kräftigen Arbeitern fehlt. Nach dem Krieg streben die Arbeiter eine Räterepublik an und besetzen die Zeche, in der Hoffnung, so politischen Einfluss nehmen zu können. Bruno ist in dieser Zeitspanne Betriebsführer der Zeche, die jedoch durch den Einsatz von Militär von den Arbeitern zurückerobert wird.
In der zweiten Staffel liegt Bruno auf der Krankenstation der Zeche, um seine Staublunge auszukurieren. Da er diese Ruhe jedoch nicht aushält, fährt er weiterhin ein. Die sich zuspitzenden Streite zwischen den Kommunisten, Sozialdemokraten und Nationalsozialisten lehnt er ab und bleibt selbst weitgehend unpolitisch. Den Tod seines Freundes Otto, dessen Leiche er identifizieren musste, kann er nicht überwinden. Gegenüber seinem Sohn und den anderen Kumpeln behauptet er, gelogen zu haben, die ihm gezeigte Leiche sei nicht die seines besten Freundes gewesen. In die Wunschvorstellung, Otto sei noch am Leben, steigert sich Bruno so sehr hinein, dass es ihm letztendlich zum Verhängnis wird: Als er unter Tage eine Wetterkontrolle durchführt, erblickt er im Alten Mann ein Leuchten, von dem er überzeugt ist, es wäre sein verstorbener Freund. Er klettert hinein und wird verschüttet. Später können ihn sein Sohn Max und dessen Freund Jupp Kowalla zwar befreien, doch erliegt Bruno letzten Endes seinen Verletzungen. Sein Trauerzug wird jäh unterbrochen, als ein gleichzeitig in der Siedlung stattfindender Demonstrationsmarsch der Antifaschistischen Aktion von Mitgliedern der Sturmabteilung unter Führung des Reviersteigers Martin Stanek angegriffen wird.

### Otto Schablowski
Otto Schablowski (Ralf Richter) ist wie Bruno Sohn pommerscher Bauern, jedoch schon einige Zeit länger als Bergmann tätig. Sein großer Traum ist es, genug Geld zu sparen, um sich in seiner alten Heimat ein eigenes Stück Land kaufen zu können. Er wird Brunos bester Freund und bringt ihm das Bergmannshandwerk bei. Er ist ausgesprochen kameradschaftlich und legt sich zu Gunsten seiner Kollegen auch gerne einmal mit dem Steiger an. Um die allgemeinen Arbeitsbedingungen zu verbessern, ist er einer der Wortführer während des Streiks. In der ersten Folge „Die erste Schicht: Lebendig begraben“ arbeitet er unermüdlich daran, Bruno und Friedrich Boetzkes wieder freizuschaufeln. Als während des Streiks den Familien das Geld ausgeht, sich Essen kaufen zu können, gibt Otto seine gesammelten Ersparnisse her, damit der Streik nicht abbricht. In der Folge „Bruno und Pauline“ will er einen Arbeiter vor der menschenverachtenden Art eines Aufsehers beschützen, indem er diesen ohrfeigt. Daraufhin muss er ins Gefängnis. Er kann jedoch ausbrechen und versteckt sich bei Erna Stanek. Als der Grubenbrand ausbricht, verlässt er sein Versteck, um seinen Kameraden zu helfen. Nach dem Brand wird er erneut inhaftiert und sitzt den Rest seiner Strafe ab. Hiernach legt er auf einem Pütt in Belgien an. Auch er zieht in den Krieg, kehrt nach dessen Ende zur Zeche Siegfried zurück und hilft bei ihrer Besetzung. Einer Aussage Ernas gegenüber Bruno zufolge ist Otto der Vater einer totgeborenen Tochter, die acht Monate nach dem Beginn seiner Militärzeit zur Welt kam. Das Kind könnte jedoch ebenso von Bruno stammen, Erna ist sich in diesem Fall selbst nicht sicher.
In der zweiten Staffel ist Otto, anders als sein bester Freund Bruno, von einer schweren Staublunge verschont geblieben. Außerdem gehört er zu den wenigen Bergleuten, die weiterhin einfahren. Otto lehnt es dennoch strikt ab, für die Franzosen Kohle fördern zu müssen. Während der Ruhrbesetzung verübt er deshalb mit gestohlenem Dynamit ein Attentat auf ein französisches Munitionsdepot, bei dem er vermutlich umkommt. Bruno identifiziert seine Leiche, behauptet jedoch hinterher, gelogen zu haben.

### Friedrich Boetzkes
Friedrich Boetzkes (Horst Ch. Beckmann) ist ein altgedienter und sehr erfahrener Bergmann, zudem mehrfacher Vater. Er trauert der Zeit vor der Industriellen Revolution nach, als die Bergleute noch einen angesehenen Berufsstand bildeten und keine billigen Arbeitskräfte großer Konzerne waren. Er ist mit der wesentlich jüngeren Käthe verheiratet und hat mit ihr den gemeinsamen Sohn Klaus. Aus erster Ehe stammen die Söhne Karl, Herbert und Willi, sowie die Töchter Pauline und Friedel. Bruno wird nach der Hochzeit mit Pauline sein Schwiegersohn. Zu Karl hat er auf Grund dessen politischer Gesinnung ein recht angespanntes Verhältnis. Er selbst lehnt den Streik der anderen Bergleute ab und fährt jeden Tag zur Arbeit ein. Diese Einstellung ändert sich auch dadurch nicht, dass Herbert durch einen Unfall im Bergwerk hinkt und Willi während des Grubenbrandes umkommt. Für den strenggläubigen Katholiken stellt es zudem eine herbe Enttäuschung dar, dass seine Tochter einen Protestanten heiratet, obwohl er Bruno als Bergmann wie auch als Menschen sehr mag. Friedrich leidet seit der Folge „Bruno und Pauline“ an Rheuma, und obwohl er lange Jahre gearbeitet hat, bekommt er von der Knappschaft nur eine geringe Entschädigung. Er stirbt 1912 im Beisein seines Enkels Max und wird unter reger Anteilnahme beerdigt. Sein Sohn Klaus fällt im Krieg.

### Karl Boetzkes
Karl Boetzkes (Dominic Raacke) ist Friedrichs ältester Sohn und ebenfalls Bergmann. Er ist überzeugter Sozialdemokrat, tritt für Arbeiterrechte ein und versucht, die anderen Kumpel zu mobilisieren. Auf Grund dieser Gesinnung in der Zeit des Sozialistengesetzes wird er mehrfach inhaftiert und streitet oft mit seinem Vater. Zu diesem Konflikt trägt auch seine atheistische und anti-klerikale Grundhaltung bei. Die Streiks lehnt er ab, da er sie für undurchdacht hält und er eine Verbesserung für alle Zechenbelegschaften anstrebt, nicht nur für die eigene. Später gehört er einer Delegation an, die in Berlin die Interessen der Arbeiter vertreten soll, wird Gewerkschaftsfunktionär im nahe gelegenen Dortmund und kann sich bei der Wahl um ein Mandat im Reichstag gegen den Grubenbesitzer Rewandowski durchsetzen. Die Freude seiner Wählerschaft, erst recht in seiner alten Siedlung, ist zunächst grenzenlos – verfliegt aber schnell, als Karl (der persönlich mit Rewandowski als Vertreter der Industriellen verhandelt), die Gewerkschaften und die SPD es nicht schaffen, während des zwei Monate darauf folgenden Streiks die versprochenen Ziele umzusetzen. Als Karl während des Kriegs diesen gemäß der Einstellung seiner Partei unterstützt, statt sich für Frieden einzusetzen, verliert er jegliche Zustimmung seiner Wähler. Dies steigert sich nach dem Krieg weiter in blanke Abneigung, da Karl, statt die Besetzung der Zeche zu unterstützen (und ebenso die Einführung der geforderten Räterepublik), ihre Beendigung erbittet, um politisch mit den Industriellen zu verhandeln. Die Besetzer wollen jedoch nicht weiter vertröstet werden; der Einwand Karls, dass die Zeche dann militärisch befreit würde, wird von Bruno mit den Worten „Bürgerkrieg! Mehr hab ich dir nicht zu sagen!“ quittiert.
In der zweiten Staffel (nun gespielt von Alexander Wagner) wirbt Karl zusammen mit Rewandowski für eine verstärkte Zusammenarbeit von Arbeitern und Zechenbetreibern, um gemeinsam gegen die ungerechten Kohleforderungen der Franzosen anzugehen und die Volkswirtschaft der jungen Republik zu stärken – hierfür seien auch Rückschritte innerhalb der Arbeitsrechte, wie etwa eine Verlängerung der täglichen Schichten hinzunehmen. Von einem französischen Offizier erfährt er jedoch, dass die Zechenvereinigung heimlich eigene Abmachungen mit den Besatzern trifft, um die Arbeitsbedingungen noch weiter zu eigenen Gunsten zu verändern. Seit Kriegsende hat er zunehmend an Ansehen bei seinen alten Kumpeln verloren, da diese sich von ihm vernachlässigt fühlen und ihre Interessen nicht mehr wahrgenommen sehen. Später wird er zusammen mit einigen seiner Genossen inhaftiert, aber von Jupp Kowalla wieder befreit. Er möchte jedoch nicht wegen seiner Überzeugung ins Exil fliehen müssen und begibt sich mit Richard Brosch zurück in die Haft. Jahre später erzählt Richard, dass Karl im KZ Bergen-Belsen gestorben ist.

### Alfred Rewandowski
Alfred Rewandowski (Walter Renneisen) ist zu Beginn der Serie der neue Reviersteiger und Neffe des Grubenbesitzers, später übernimmt er die Leitung der Zeche. Er wirkt wenig interessiert an den Forderungen seiner Arbeiter, ist aber bei Unglücken wie der Verschüttung Brunos und Friedrichs oder dem Grubenbrand sehr besorgt und eilt als einer der ersten zu Hilfe, auch unter Tage. Er hat zeitweilig ein Verhältnis mit Käthe Boetzkes, bevor er heiratet und selbst einen Sohn bekommt. Durch diese Heirat wird er ferner Erbe eines Stahlunternehmens, welches durch Produkte für die Rüstungsindustrie vor und während des Weltkriegs enorm wächst. Neben Karl Boetzkes ist er einer von zwei Kandidaten, die für die Region rund um die Zeche Siegfried in den Reichstag einziehen wollen. Um sich bei der Belegschaft beliebt zu machen und sich Wähler zu sichern, heuchelt er sogar Anteilnahme während Friedrichs Beerdigung, die er durch sein plötzliches Auftreten unterbricht, modernisiert die Technik unter Tage, lässt eine neue, modernere Siedlung bauen und gibt den Bewohnern der alten Siedlung Bier und Suppe aus. Karl gewinnt letztlich doch. Rewandowskis Wahlniederlage kostet ihn bei den anderen Industriellen der Umgebung einiges Ansehen.
In der zweiten Staffel möchte Rewandowski seinen Betrieb unbedingt unter eigener Kontrolle behalten und lehnt die Einmischung des NS-Staates stets ab. So verlässt er bereits in den 1920er Jahren eine Rede Hitlers angewidert, mit der Begründung, dieser Mann habe keinerlei Ahnung von Ökonomie und propagiere lediglich Demagogie. Nach der Machtübernahme der Nationalsozialisten verfasst er ein Rundschreiben an andere Unternehmer mit der Forderung, nicht mit den Nazis zusammenzuarbeiten und die Kohleförderung zu stoppen. In deren Handeln sieht Rewandowski lediglich Vorbereitungen für einen neuen Krieg, der für die Umsetzung der nationalsozialistischen Philosophie seiner Ansicht nach folgen wird. Er kann sich jedoch nicht gegen seinen Sohn Fritz, selber NSDAP-Mitglied, durchsetzen. Daraufhin begeht er Selbstmord.

### Erna Stanek
Erna Stanek (Karin Neuhäuser) lebt zusammen mit ihren Söhnen Martin und Hannes in der Siedlung der Zeche Siegfried. Sie ist Witwe, ihr Mann ist im Berg verunglückt, sodass sie oftmals Schlafburschen beherbergt. Neben der Rente ihres toten Mannes geht sie gelegentlich der Prostitution nach, einer ihrer häufigsten Kunden ist Otto. Zu diesem scheint sie auch ohne Bezahlung ein intimes Verhältnis zu haben, sieht in ihrem fortgeschrittenen Alter jedoch ein unüberbrückbares Hindernis für eine feste Bindung. Vor seiner Militärzeit war auch Bruno bei ihr Schlafbursche. Nach seiner Rückkehr erklärt sie diesem, in der Zwischenzeit eine tote Tochter zur Welt gebracht zu haben. Sie ist sich jedoch selbst nicht sicher, ob das Kind von Bruno oder Otto war. Erna setzt sich ebenfalls für eine Verbesserung der Arbeitsbedingungen ein und geht oft mit lauter Stimme dazwischen, wenn sich die Bergleute auf Grund ihrer Religionen (Protestanten gegen Katholiken) oder ihrer Herkunft (Deutsche gegen die „Polacken“ aus den östlichen preußischen Gebieten) streiten, statt gemeinsam zu kämpfen. Später nimmt sie mit Vladislaus einen polnischstämmigen Schlafburschen bei sich auf, der wegen seines ebenfalls fortgeschrittenen Alters nicht in den Krieg zieht. Stattdessen übernimmt dieser während Brunos Fronteinsatz für den jugendlichen Max die Vaterrolle, lehrt diesen unter Tage als Bergmann an und ist einer der sozialdemokratischen Wortführer. Martin und Hannes, die aus nationalistischen Gründen nicht mit Vladislaus in einem Haus leben wollen, ziehen daraufhin in einen Schlafsaal. Über die Verkommenheit ihrer Söhne ist Erna tief bestürzt, trauert dennoch über Hannes’ Tod während des Krieges. Martin sieht sie erst nach Kriegsende wieder, als er zusammen mit anderen Soldaten die Zeche zurückerobern soll. Später wird dieser Reviersteiger und Betriebsführer.

### Max Kruska
Max Kruska (Hansa Czypionka) ist der Sohn von Bruno Kruska und dessen Frau Pauline. Geboren wurde er 1899 auf dem Gelände der Zeche Siegfried, während sein Vater auf Grund des Grubenbrandes noch vermisst wurde. Als Kind musste er den Tod seines Großvaters Friedrich Boetzkes mit ansehen. Da er den Sohn des Grubenbesitzers Rewandowski, Fritz, vor dem Ertrinken retten konnte, erhielt er von diesem zum Dank ein Fahrrad. Da es während des Krieges an Männern fehlt, fährt Max bereits als Jugendlicher ein, früher als eigentlich üblich. Hier wird er zunächst Schlepper, dann Hilfshauer für Vladislaus und freundet sich auch mit dem Kriegsgefangenen Maurice an, welcher später als Saboteur angeklagt werden soll (weil er nicht im unzureichend ausgebauten Flöz arbeiten will), fliehen kann (beziehungsweise durch Zutun des befreundeten Steigers Wernicke „darf“) und dann Zuflucht im Hause der Kruskas findet, wo er Käthes Liebhaber wird und auch nach dem Krieg bleibt. Als persönliche Racheaktion für die während des Krieges erlittenen Strapazen möchte Max einen Anschlag auf den abgedankten Kaiser verüben: Da die Bahnstrecke, auf welcher der Kaiser seinen Weg ins Exil antritt, zufällig in der Nähe des Zechengeländes liegt, warten die schaulustigen Siedlungsbewohner gemeinsam, um den Monarchen spöttisch zu verabschieden. Als während der Anfahrt des Zuges allgemeine Aufregung ausbricht, zückt Max zunächst unbemerkt einen Molotow-Cocktail, welchen er auf den passierenden Zug werfen will. Bruno merkt dies in letzter Sekunde und verhindert Weiteres, indem er sich auf seinen Sohn stürzt. Nach dem Krieg freundet sich Max mit Fritz Rewandowski an, dem er Jahre vorher das Leben rettete: Da dieser keine Lust auf das Leben als Unternehmersohn hatte und viel lieber selber Bergmann sein wollte, versteckte Max ihn einige Zeit bei sich und nahm ihn unter falschem Namen mit unter Tage. Während der Zechenbesetzung ist Fritz sogar bereit, diese mit den Arbeitern gegen die Soldaten zu verteidigen, wird jedoch letztlich von Bruno des Geländes verwiesen. Die Freundschaft hält somit über die Jahre nicht stand.
In der zweiten Staffel wird der lange Zeit arbeitslose Max nach einer kurzen Affäre mit Charlotte Vater eines unehelichen Sohnes, der Olaf heißt. Max nennt diesen zunächst nur Olli, später in Gedenken an seinen Vater Bruno. Charlotte schämt sich jedoch dafür und heiratet einen weit älteren jüdischen Wäschereibesitzer, weshalb Max seinen Sohn nur selten sehen darf. Als erklärter Gegner der Besatzungsmacht wird er Mitglied der NSDAP und trägt oft eine SA-Uniform, weshalb er sich mit seinen linksstehenden Freunden Jupp Kowalla und Richard Brosch, sowie seiner Schwester Fränzi häufig streitet. Zudem erscheint er so gekleidet zu Ollis Geburtstag und provoziert wiederholt Charlottes jüdischen Ehemann. Später heiratet er Sofie, die Schwester Richards, und hat mit ihr weitere Kinder. Als die Nürnberger Gesetze in Kraft treten, trennt sich Charlotte von ihrem jüdischen Mann und gibt Max den gemeinsamen Sohn zur Aufsicht. Als erfahrener, und durch sein fortgeschrittenes Alter vom Kriegsdienst befreiter, Bergmann übernimmt er die Aufsicht über einige russische Zwangsarbeiter, die nun vermehrt in der Zeche arbeiten. Durch die Annäherung mit diesen, den unmenschlichen Bedingungen, unter denen sie gehalten werden, und wegen der Inhaftierung seines Freundes Richard und seines Onkels Karl verliert er jedoch seinen nationalsozialistischen Idealismus. Als während eines Luftangriffes ein junger Russe die Gelegenheit nutzt, sich in einer Bäckerei etwas zu essen zu stehlen, wird dieser dabei erwischt und auf dem Hof des Zechengeländes öffentlich gehängt, wodurch Max seine NSDAP-Mitgliedschaft endgültig hinter sich lassen will. Mit seinem inzwischen aus der Haft entlassenen Schwager verhindert er kurz vor Ende des Krieges, dass der Betriebsleiter Sturmbannführer Martin Stanek den Förderturm sprengt, zumal Max und Richard auch noch an ein Leben nach dem Krieg glauben. Während der Beerdigung seiner Mutter, die bei einem Luftangriff getötet wurde, wird er Zeuge davon, wie die ersten Soldaten der United States Army das Ruhrgebiet erreichen. Nach dem Krieg wird er auf Grund seiner Parteimitgliedschaft im Zuge der Entnazifizierung von den Engländern verhört, sagt jedoch weder gegen sich selber, noch gegen den verhassten Stanek aus. Hier trifft er wieder auf Jupp, der nun als Übersetzer der Briten arbeitet. Max sieht dies zwar als Verrat und Freundschaftsbruch an, versöhnt sich jedoch bald wieder mit diesem. Da Max sämtliche Aussagen bezüglich Stanek verweigert, auch in einem privaten Gespräch mit Jupp, und er äußerlich wenig Reue zeigt, scheint er immer noch zu einem gewissen Grad am Nationalsozialismus festzuhalten. Als die Engländer bereits kurz nach dem Krieg den Förderturm sprengen wollen, besetzen Max und sein Neffe Schorschi diesen, und können die Sprengung verhindern. Sein Sohn Olli kehrt unbeschadet aus amerikanischer Kriegsgefangenschaft zurück, weigert sich jedoch, nun auch einzufahren. So zerstreiten sich Vater und Sohn, weshalb Olli mitten in der Nacht die Siedlung verlässt. Nachdem Stanek erneut als Betriebsführer eingesetzt wird, konfrontiert Max diesen mit der Erhängung des jungen Zwangsarbeiters und nennt ihn mehrmals provokant „Sturmbannführer“. Stanek beruft sich dabei nur auf damals geltendes Recht, weswegen Max eine Gedenktafel gefallener Soldaten überschreibt, diese dem jungen Russen widmet und anschließend eine Mahnwache auf dem Zechengelände abhält. Zusammen mit Fränzi, Sofie, Jupp und Richard ist Max in den späten 1950er Jahren Zeuge der Sprengung des Förderturms der Zeche Siegfried.

### Richard Brosch
Richard Brosch (Max Herbrechter) ist zunächst kein Bergmann, sondern arbeitet in einer nahegelegenen Hütte. Zudem gestaltet er als Maler sozialdemokratische Plakate. So lernt er Fränzi Kruska kennen, die ihm Modell steht. Später legt er ebenfalls auf der Zeche Siegfried an und arbeitet mit Max zusammen. Er heiratet Fränzi, nachdem sie den Sohn Georg-Vladimir (benannt nach Lenin) geboren hat. Dieser könnte jedoch auch das leibliche Kind von Jupp Kowalla sein. Richard ist politisch sehr aktiv und war im Betriebsrat tätig. Somit ist seine sozialdemokratische Einstellung jedem bekannt. Nach der Einführung des Ermächtigungsgesetzes und dem Verbot anderer Parteien wird er von der Sturmabteilung inhaftiert. In der Haft trifft er auf Karl und zusammen wollen sie die als unversöhnlich geltenden Sozialdemokraten und Kommunisten vereinen. Vorher werden sie jedoch von Jupp mit einer List befreit. Weder Richard noch Karl wollen die Flucht ins Ausland aufgrund ihrer Gesinnung antreten müssen und begeben sich deshalb freiwillig zurück in die Haft. Von dort werden sie in ein Konzentrationslager gebracht. Als es der Zeche während des Krieges an Arbeitern fehlt, kann Max den Betriebsführer Stanek dazu überreden, die Freiheit seines Schwagers zu beantragen. So kommt Richard nach 10 Jahren Haft frei und fährt zusammen mit Max wieder ein. Auch er wird Zeuge der Hinrichtung eines sowjetischen Zwangsarbeiters. Kurz vor Kriegsende verhindern die beiden als Angehörige des Volkssturms, dass Stanek den Förderturm und den Grubeneingang sprengen kann. Nach dem Krieg wird Richard einer der federführenden Sozialdemokraten und Gewerkschafter in der Region und setzt sich sehr für die Demokratisierung ein. Ein großer Streitpunkt ist weiterhin die von der Bundesregierung abgelehnte Verstaatlichung des Bergbaus. Er lehnt die deshalb von den Kommunisten gestarteten Streiks ab und streitet sich deswegen mit Jupp, er bevorzugt die politische und demokratische Lösung. So vernachlässigt er seine Frau Fränzi, die sich mit Jupp tröstet. In den späten 1950er Jahren ist Richard zusammen mit Sofie, Fränzi, Max und Jupp Zeuge von der wirtschaftlich bedingten Sprengung des Förderturms der Zeche Siegfried.

### Jupp Kowalla
Jupp Kowalla (Klaus J. Behrendt) ist ebenfalls Bergmann und arbeitet in derselben Schicht wie Max und Bruno. Anders als die meisten seiner Freunde ist er kein Sozialdemokrat, sondern überzeugter Kommunist und strebt die Diktatur des Proletariats an. Obwohl er mit Max gut befreundet ist, stehen sich in den beiden zwei politisch verfeindete Lager gegenüber. So kommt es auch, dass sie sich während der Arbeit prügeln. Jupp ist an Fränzi interessiert und möglicherweise der Vater ihres Sohnes, welchen Richard als ihr späterer Ehemann jedoch als sein Kind annimmt. An dem Tag der großen Inhaftierungswelle linksstehender Arbeiter erkennt Jupp beim Weg zur Zeche die Gefahr und versucht Richard davon zu überzeugen, mit ihm zu fliehen. Richard setzt seinen Weg jedoch unbeirrt fort und wird von den wartenden SA-Männern in „Schutzhaft“ genommen. Dem im Urlaub verweilenden Max klaut Jupp die SA-Uniform und besorgt sich die Abzeichen eines Obersturmbannführers. Mit einigen seiner Genossen dringt er in das Gefängnis, welches eine besetzte Schule ist, ein und fordert die Herausgabe von Richard, Karl und einigen weiteren Inhaftierten, um sie „woanders verhören zu können“. Der Plan scheint zunächst aufzugehen, bis der verantwortliche Truppführer einen Anruf erhält und sich nach der Richtigkeit dieser Anordnung erkundigen will. Jupp reagiert jedoch blitzschnell, reist das Telefonkabel aus der Wand und kann den Truppführer im Zweikampf besiegen. Gerade als dieser wieder zu sich kommt und Alarm schlägt, können Jupp und die anderen mit einem Lastwagen fliehen. Seinen Plan, nach Belgien zu fliehen, wollen Richard und Karl nicht mitmachen. So lassen die Flüchtigen die beiden in einem Wald zurück. Jupp gelingt die Flucht in das nahe Belgien, von wo er es nach England schafft. Nach dem Krieg kehrt er als Übersetzer der Briten zur Zeche Siegfried zurück und trifft auf seine alten Freunde. Da Max, dessen Aussage die Briten im Entnazifizierungsprozess gegen Stanek nutzen wollen, diese verweigert, wirft Jupp seinem Freund vor, nach wie vor selber ein Nazi zu sein. In der Frage der neuen politischen Orientierung appelliert Jupp eindeutig, ebenfalls mit der sowjetischen Besatzungszone zusammenzuarbeiten und eine Abspaltung zu verhindern. Er bleibt auch nach seiner Übersetzertätigkeit in der Siedlung und zieht bei Fränzi ein. In der anti-kommunistischen Ära unter Konrad Adenauer sieht sich Jupp politisch erneut unterdrückt und wird auf Staneks Zutun als (von den Arbeitern gewähltes) Mitglied des Betriebsrats entlassen. Gleichzeitig streitet er sich öfters mit Richard, da zwar beide die Verstaatlichung des Bergbaus fordern, die SPD die von den Kommunisten angezettelten Streiks als Druckmittel jedoch ablehnt und demokratisch im Parlament für die Verstaatlichung kämpfen will. In den 1950ern sieht er gemeinsam mit Richard, Max, Fränzi und Sofie bei der wirtschaftlich bedingten Sprengung des Förderturms zu.

### Martin Stanek
Martin Stanek (Thomas Wolff) ist zu Beginn der Serie noch ein Kind und als einzige Hauptperson während des gesamten Handlungsverlaufs am Leben. Er ist der ältere Sohn Erna Staneks und lebt zusammen mit seinem jüngeren Bruder Hannes bei seiner Mutter. Als Kinder noch stets auf der Seite ihrer Mutter, entwickeln sie hinterher mitunter böswillige Züge. Während die beiden unter anderem die Gendarmen abwimmeln, die Otto suchen, der sich während seiner Flucht krank und fast erfroren bei Erna versteckt hat, fallen sie als junge Erwachsene vor allem durch rassistische Äußerungen und Gewaltbereitschaft auf (so verprügeln sie den jungen Max, der Flugzettel anlässlich der Kandidatur seines Onkels verteilt, oder versuchen Friedel zu vergewaltigen, was durch das zufällige Vorbeikommen zweier Gendarme aber misslingt). Unter Tage sind sie Bruno unterstellt. Später ziehen beide freiwillig in den Krieg. Hannes fällt, während Erna lange nichts von Martin erfährt. Als die Arbeiter nach Ende des Krieges die Zeche besetzen, gehört Martin zu den Soldaten, die sie zurückerobern sollen. Er ist es sogar, der die Besetzer zur Aufgabe auffordert, während Erna ihren Sohn anfleht, sich seinen alten Freunden anzuschließen. Martin ignoriert ihr Flehen mit steinerner Miene.
In den 1920er Jahren arbeitet er als Reviersteiger und ist bereits zu diesem Zeitpunkt aktives Mitglied der NSDAP. Nach der Errichtung des NS-Staats wird Stanek im Range eines Sturmbannführers als Betriebsführer eingesetzt. Er versteht sich lange Zeit gut mit Max, zumal dieser selber der NSDAP angehört. Ferner wird er der neue Mann von Charlotte, nachdem diese sich von ihrem jüdischen Ehemann getrennt hatte; somit ist er auch der Stiefvater von Max’ unehelichem Sohn Olaf. Die sowjetischen Zwangsarbeiter behandelt er wie Untermenschen und klagt gegenüber Max, dass ihm gute Arbeiter fehlen. Dieser kann ihn daraufhin überzeugen, sich für die Freilassung seines Schwagers Richard einzusetzen, was Stanek auch tut. Als während eines Luftangriffs ein junger Zwangsarbeiter die Chance nutzt, sich in einer zerbombten Bäckerei etwas Essbares zu stehlen und dabei erwischt wird, lässt Stanek ihn auf dem Zechengelände hinrichten. Zudem wird ein zweiter, greiser Russe erschossen, weil er dem Jungen helfen wollte. Stanek ist bei der Hinrichtung anwesend, während Max, der sich mit den ihn unterstellten Russen anfreunden konnte, einen enormen Hass auf ihn entwickelt. Am Ende des Krieges will er vor den heranrückenden Alliierten fliehen und vorher den Führer-Befehl, „nur verbrannte Erde zu hinterlassen“ ausführen, indem er die Zeche und Grube sprengt. Dabei halten ihn Max und Richard auf, die als Volkssturm-Männer die Grube bewachen sollen und, anders als der fanatische Stanek, mit einem Leben nach dem Krieg rechnen, wenn Kohle für den Neuaufbau benötigt wird. Seine Flucht ist wenig erfolgreich, er wird verhaftet und nach dem Krieg wegen seiner Vergehen gegen die Zwangsarbeiter vor Gericht gestellt. Hierbei fungieren Jupp Kowalla als Übersetzer der Briten und Max als Zeuge. Da Max, wie auch andere, die Aussage jedoch verweigert, erhält Stanek die milde Strafe von gerade einmal drei Jahren auf Bewährung. Nach dieser Zeit wird Stanek erneut Betriebsführer der Zeche und sorgt unter anderem dafür, dass der kommunistische Jupp aus dem Betriebsrat entlassen wird. Er versucht, erneut ein gutes Verhältnis zu Max aufzubauen, was dieser jedoch ablehnt und ihn provokant „Sturmbannführer“ nennt. Auch mit der Erhängung des jungen Zwangsarbeiters konfrontiert Max ihn, worauf er wütend behauptet, sich stets an geltendes Recht gehalten und nur Befehle befolgt zu haben. Auf die Mahnwache, die Max daraufhin öffentlich abhält, reagiert Stanek ebenfalls sehr erbost, kann sie jedoch nicht auflösen.

## Örtlichkeiten
Während des gesamten Handlungsverlaufes wird kein konkreter Handlungsort genannt. Da das Ruhrgebiet verwaltungstechnisch nur zur Hälfte Westfalen angehörte (worauf der Titel Rote Erde hindeutet), muss die Zeche Siegfried im östlichen Revier liegen. Der Kaplan kommentiert seine Strafversetzung nach Werden mit den Worten, er solle „möglichst weit weg“, was dies in etwa bestätigt.
In Folge 2 werden anlässlich der Wahl der Streikdelegierten neben fiktiven Gruben („Hermine II“, „Cäcilie“, „Karl August“ u. ä.) auch reale Bergwerke erwähnt: „Wilhelmine Viktoria“ und „Graf Bismarck“ liegen in Gelsenkirchen, „Bonifacius“ in Essen, „Holland“ in Bochum-Wattenscheid. In der zweiten Staffel lassen einige Äußerungen und Schilder erahnen, wo sich die Zeche befindet: So sehen und hören die Bewohner die Explosion des von Otto gesprengten Munitionsdepots, welches laut Max in Haßlinghausen liegt. Später liefert eine Schwester der Caritas-Verbandsstelle Hattingen (so steht es auf ihrer Kutsche) Wäsche und darin versteckte kommunistische Flugblätter bei Familie Kruska ab. Zusammen mit Rewandowskis Äußerung, die Zeche Siegfried sei bereits über 100 Jahre alt (zu Beginn des 19. Jahrhunderts konzentrierte sich der Ruhrbergbau auf die zuletzt genannten Städte), erscheint das Gebiet des heutigen Ennepe-Ruhr-Kreises als der wahrscheinlichste Handlungsort. Auf einem Schild an der Gaststätte ist eine Bierbrauerei aus Dortmund zu lesen. Auch die Zeitung, welche von Friedrich Boetzkes gelesen wird, heißt Tremonia, welches der lateinische Name für die Stadt Dortmund ist.
Der Wahlkreissieger der Reichstagswahl 1912, Karl Boetzkes, ist zwar eine fiktive Figur, hat jedoch eine ähnliche Vita wie der tatsächliche Wahlkreissieger Max König (etwa die Lebensdaten, die handwerkliche Arbeit in jungen Jahren und der Aufstieg zum Gewerkschafter). Dieser gewann das Mandat im Wahlkreis Hagen-Schwelm-Witten, was die erwähnten Ortschaften umfasst. Der einzige andere Wahlkreissieger der SPD im Ruhrgebiet war in jenem Jahr der Zahnarzt und Schriftsteller August Erdmann im Wahlkreis Dortmund-Landkreis Hörde.
Das Fördergerüst in der ersten Staffel hat deutliche Ähnlichkeit mit einem frühen Foto der Zeche Hibernia aus den 1850er Jahren, wie es in der WAZ-Chronik des Ruhrgebiets (1987) abgedruckt ist. Solche Gerüste waren um 1887, als die Handlung der Serie beginnt, freilich längst veraltet und nahezu nirgends mehr in Gebrauch.

## Veröffentlichung
| Rote Erde    | Rote Erde                            | Rote Erde |
| ------------ | ------------------------------------ | --------- |
| 1            | Die erste Schicht: Lebendig begraben | 1887      |
| 2            | Kampf ums Überleben                  | 1889      |
| 3            | Im Blindschacht                      | 1889–1890 |
| 4            | Bruno und Pauline                    | 1893–1894 |
| 5            | Die Grube brennt                     | 1899      |
| 6            | Die Kandidaten                       | 1912      |
| 7            | Dreißig Pfennig mehr                 | 1912      |
| 8            | Für Kaiser und Vaterland             | 1914–1918 |
| 9            | Fünf Tage und fünf Nächte            | 1919      |
| Rote Erde II |                                      |           |
| 1            | Franzosenzeche                       |           |
| 2            | Heil Hitler oder Glück auf           |           |
| 3            | Kohle für den Endsieg                |           |
| 4            | Wem gehört der Pütt?                 |           |

Rote Erde wurde 1983 in neun Teilen, Rote Erde II 1990 in vier Teilen in der ARD erstausgestrahlt. Die erste Staffel wurde von ARD-Video als 5-DVD-Box im November 2007  veröffentlicht; Rote Erde II als 2-DVD-Box im Januar 2008. Im Juni 2010 veröffentlichte ARD-Video Rote Erde und Rote Erde II als Teil der Reihe Große Geschichten. Zum ersten Mal waren nun beide Teile in einer Box erhältlich.
Basierend auf der Fernsehserie inszenierte der Regisseur Volker Lösch 2012 am Schauspiel Essen ein gleichnamiges Theaterstück.

## Belege
1. ↑  Christiane Enkeler: Arbeitslosendrama und Gründungsmythos des Ruhrgebiets. Deutschlandfunk, 28. September 2012, abgerufen am 10. Februar 2018.